# 山岡景助
山岡 景助（やまおか かげすけ、寛永元年（1624年） - 宝永2年4月8日（1705年4月30日））は、江戸幕府の旗本。通称は十兵衛、幼名は愛蔵・弥五兵衛。官職は従五位下、対馬守。
父は山岡十兵衛景次。母は吉勝の娘で、妻は永見重貞の娘。

## 略歴
寛永13年2月6日（1636年3月13日）、13歳の時に将軍徳川家光に初めて拝謁する。同20年（1643年）、小姓組の番士になる。
慶安元年6月9日（1648年7月28日）、日比谷門付近を通行の際、松平右京大夫の家臣・稲田民部某が従者の不作法があった上、刀を抜いて敵対したため、景助がこの者を殺害。この一件で景助は蟄居処分となるが、詮議により景助の行動に理があるとして赦され、元の勤務に戻る。
慶安3年（1650年）9月3日に西丸書院番士に転じ、後に江戸城本丸勤務に移る。寛文9年（1669年）3月11日、小十人の番頭（ばんがしら）となる。同年7月19日（1669年8月15日）に、父・景次が致仕して、1000石の家督を継ぐ。同年12月25日（1670年2月15日）、布衣の着用を許される。
延宝9年7月13日（1681年8月26日）、先手組鉄砲頭に就任。同2年4月21日（1682年5月28日）に上野国邑楽郡の所領500石を加増され、禄高1500石となる。貞享元年12月26日（1685年1月30日）、盗賊追捕の役（火付盗賊改方）に就く。
貞享4年（1687年）2月18日、長崎奉行に就任。武蔵国足立郡・埼玉郡の所領500石を加増され、知行2000石となる。元禄4年12月26日（1692年2月12日）、従五位下を叙任、対馬守を称す。長崎奉行の在任中、長崎警備を担当する福岡藩・佐賀藩の藩兵が市中に宿泊する宿を、長崎の内町・外町で半分ずつ割り当てる案を、同僚の長崎奉行・川口宗恒と共に提示する。
元禄7年（1694年）12月14日、職を辞して寄合になる。同8年12月6日（1696年1月10日）、致仕する。この時、養い料として蔵米300俵を賜る。宝永2年4月8日（1705年4月30日）に没する。享年82。法名は隠市。

## ミカド
来日中、長崎の出島に滞在し、江戸参府にも随行して、後に日本を紹介する本を著したエンゲルベルト・ケンペルは、長崎奉行・山岡景助を「たいへん謙虚で公正で慈悲深い」人物と紹介しているが、同時に「彼の屋敷の召使いに対しては、不誠実な行為がわずかに見られただけで、すぐさま」死刑にすることを常としていたと書いている。
ケンペルの著書を読んだヨーロッパの人々は、そういった行いを「異国風で不条理」とみなし、それによりウィリアム・S・ギルバート脚本、アーサー・サリヴァン作曲のオペレッタ『ミカド』が生み出されることとなった。ただし、このオペレッタでは、長崎奉行（山岡）の行いが、日本の支配者・「ミカド」によるものとされている。